# Рамдан-Джамаль – Джиджель
Рамдан-Джамаль – Джиджель – газопровід на північному сході Алжиру.
Трубопровід, який ввели в дію у 1991 році, отримує живлення від газотранспортного коридору Хассі-Р'Мель – Скікда. Він має довжину 118 км та виконаний в діаметрі 700 мм.
Великим споживачем протранспортованого ресурсу стала ТЕС Джиджель. Наприкінці 2010-х до неї приєднався металургійний комбінат Беллара (використовує технологію прямого відновлення заліза, яка потребує великих обсягів природного газу), а в першій половині 2020-х ТЕС Беллара.